# The Rasp
The Rasp is een Britse dramafilm uit 1932 onder regie van Michael Powell. De film is wellicht zoekgeraakt.

## Verhaal
Wanneer minister John Hoode wordt vermoord op zijn buiten, geldt zijn secretaris Alan Deacon als de hoofdverdachte. De journalist Anthony Gethryn is vastberaden om de echte moordenaar te ontmaskeren.

## Rolverdeling
| Acteur          | Personage        |
| --------------- | ---------------- |
| Claude Horton   | Anthony Gehtryn  |
| Phyllis Loring  | Lucia Masterson  |
| C.M. Hallard    | Arthur Coates    |
| James Raglan    | Alan Deacon      |
| Thomas Weguelin | Rechercheur Boyd |
| Carol Coombe    | Dora Masterson   |
| Leonard Brett   | Jimmy Masterson  |